# C.O. Rimestad
 Der er flere personer med dette navn, se Christian Rimestad.
Christian Olsen Rimestad (16. december 1848 i København – 29. januar 1915), var en dansk jernbanemand, søn af redaktør C.V. Rimestad, far til direktør H.T. Rimestad.
Rimestad blev student fra Borgerdydskolen på Christianshavn 1866 og cand. jur. 1874. Han blev fuldmægtig ved de jydsk-fyenske jærnbaners sekretariat 1876; chef for statsbanernes sekretariat 1881, for tarifkontoret 1885; kommiteret ved Statsbanedriften 1897, direktør for Statsbanernes regnskabsafdeling 1904. 
Rimestad sat i bestyrelsen for Arbejderforeningen af 1860 og var kasserer for Det kongelige nordiske Oldskrift-Selskab. Han var kommandør af Dannebrog af 2. grad og indehavde desuden italienske Kroneorden, mecklenborgske Griforden, norske Sankt Olafs Orden, preussiske Kroneorden og svenske Vasaorden.